# 392225 Lanzarote
392225 Lanzarote este o planetă minoră (asteroid) din centura de asteroizi. A fost descoperită pe 29 octombrie 2009 la  de . 
Obiectul prezintă o orbită caracterizată de o semiaxă mare de 2,2694496793418 UAi, o excentricitate de 0,1848764936592, o înclinație de 4,019783443971 ° în raport cu ecliptica.